# Reo Wilde
Reo Wilde (ur. 6 października 1973) – amerykański łucznik, pięciokrotny mistrz świata, ośmiokrotny halowy mistrz świata. Startuje w konkurencji łuków bloczkowych.
Największym jego osiągnięciem jest indywidualne mistrzostwo świata z Ulsan (2009) i czterokrotne drużynowe mistrzostwo świata (2003, 2007, 2009, 2011) oraz trzykrotne indywidualne halowe mistrzostwo świata (1997, 2003, 2005).